# A Merry Little Christmas
A Merry Little Christmas é um extended play natalino gravado pelo grupo country norte-americano Lady Antebellum. Lançado em 12 de outubro de 2010, o EP foi disponibilizado para compra apenas nas lojas da Target. Contém uma faixa original, "On This Winter's Night", e um cover da canção "All I Want for Christmas Is You", de Mariah Carey.

## Faixas
| N.º | Título                                   | Compositor(es)                                           | Duração |  |
| 1.  | "Have Yourself a Merry Little Christmas" | Ralph Blane, Hugh Martin                                 | 4:12    |  |
| 2.  | "All I Want for Christmas Is You"        | Mariah Carey, Walter Afanasieff                          | 3:37    |  |
| 3.  | "Blue Christmas"                         | Billy Hayes, Jay W. Johnson                              | 3:29    |  |
| 4.  | "On This Winter's Night"                 | Dave Haywood, Charles Kelley, Hillary Scott, Tom Douglas | 4:03    |  |
| 5.  | "Let It Snow! Let It Snow! Let It Snow!" | Sammy Cahn, Jule Styne                                   | 2:33    |  |
| 6.  | "Silver Bells"                           | Jay Livingston, Ray Evans                                | 5:00    |  |

## Paradas musicais
| Parada (2010)                             | Melhor posição |
| ----------------------------------------- | -------------- |
| Estados Unidos (Billboard 200)            | 23             |
| Estados Unidos (Billboard Country Albums) | 6              |
| Estados Unidos (Billboard Holiday Albums) | 1              |